# Седалищная кость
Седалищная кость (лат. os ischii) — у позвоночных животных парная кость, одна из трёх, образующих при сращении тазовую кость.

## Анатомия

Седалищные кости в скелете таза человека отмечены красным

По своему строению седалищная кость — губчатая кость, па́рная; левая и правая седалищные кости участвуют в образовании задненижней стенки таза и воспринимает основную нагрузку верхней части тела при сидении человека на ягодицах.
Состоит из:
- тела седалищной кости (лат. corpus ossis ischii): участвует в образовании вертлужной впадины (лат. acetabulum) образовании тазобедренного сустава, верхней части запирательного отверстия[англ.] (лат. foramen obturatum). На задней поверхности имеется выступ — седалищная ость (лат. spina ischiadica), над которой имеется большая седалищная вырезка (лат. incisura ischiadica major), под ней — малая седалищная вырезка (лат. incisura ischiadica minor). Тело кости книзу переходит в ветвь седалищной кости, спереди соединяется с телом лобковой кости, кверху с телом (спереди) и крылом подвздошной кости (сзади);
- ветви седалищной кости (лат. ramus ossis ischii): участвует в образовании задненижней части запирательного отверстия, на передневерхней поверхности имеется задний запирательный бугорок (лат. tuberculum obturatorium posterius), на задненижней — седалищный бугор (лат. tuber ischiadicum). Нижнемедиальная часть соединяется с нижней ветвью лобковой кости (лат. ramus inferior ossis pubis).

Седалищный бугор правой седалищной кости
Седалищная ость правой седалищной кости
Запирательное отверстие правой тазовой кости

## Иннервация
Иннервация седалищная кость происходит через седалищный нерв. Он выходит из пояснично-крестцового сплетения, представленного сегментами с L4 по S5. Проходит через подгрушевидное отверстие, то есть через часть седалищного отверстия под грушевидной мышцей. В области тазобедренного сустава он лежит дорсально по отношению к внутренней запирательной мышце и квадратной мышце бедра. Ниже тазобедренного сустава эта ветвь переходит в общий малоберцовый и большеберцовый нервы. Седалищный нерв иннервирует большую часть мышц бедра: близнецовые мышцы, квадратную мышцу бедра, внутреннюю запирательную, двуглавую, полусухожильную и полуперепончатую мышцы. Если этот нерв поврежден, теряется моторная и сенсорная функции нижней части ноги, а также области стопы. Нервный паралич — часто встречающееся явление, связанное с переломами таза или бедра, или с нахождением перелома в крестцово-подвздошном сочленении. Ятрогенное повреждение этого нерва может быть вызвано внутримышечной инъекцией, а также давлением, созданным ретрактором Хомана, особенно при использовании заднего и задне-наружного доступов к тазобедренному суставу.

## Кровоснабжение
Кровоснабжение седалищная кость происходит по артериям(Arteria circumflexa femoris medialis , Arteria pudendae externea) ток к сердцу идет по вене (Vena femoralis)

## Прилегающие анатомические образования
К надкостнице медиальных поверхностей ветвей седалищных костей и нижних ветвей лобковых костей у мужчин прикрепляются ножки полового члена (лат. crus penis) образованные пещеристыми телами его корня (лат. radix penis). К седалищному бугру прикрепляются следующие мышцы мочеполовой области промежности: глубокая поперечная мышца промежности (лат. m. transversus perinei profundus), поверхностная поперечная мышца промежности (лат. m. transversus perinei superficialis, может быть не у всех людей), седалищно-пещеристая мышца (лат. m. ischiocavernosus), а к седалищной ости — седалищно-копчиковая мышца (лат. m. ischiococcygeus) диафрагмы таза.

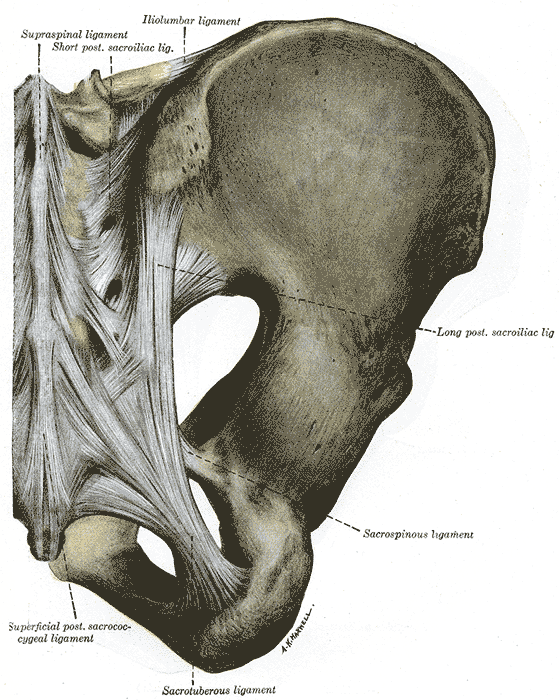
Связки таза, вид сзади, правая половина
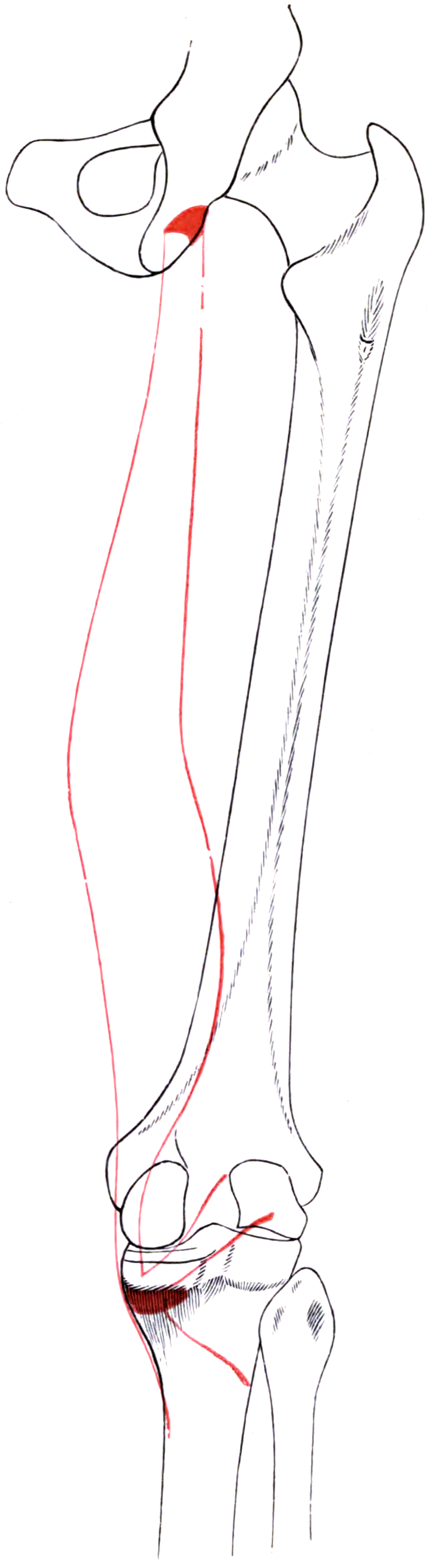
Места прикрепления и проекция правой полуперепончатой мышцы
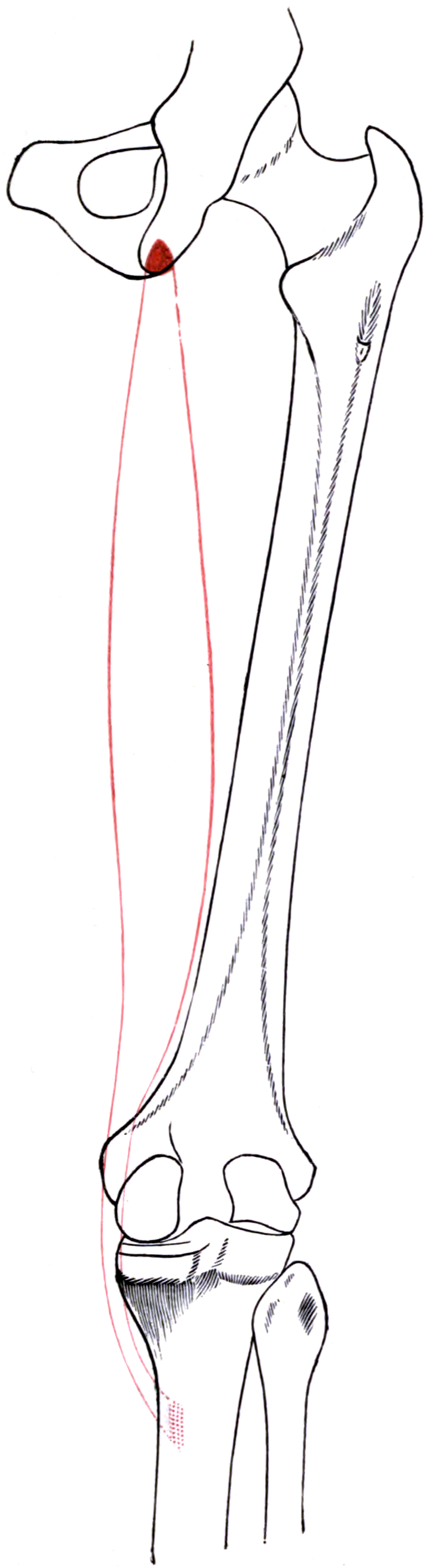
Места прикрепления и проекция правой полусухожильной мышцы
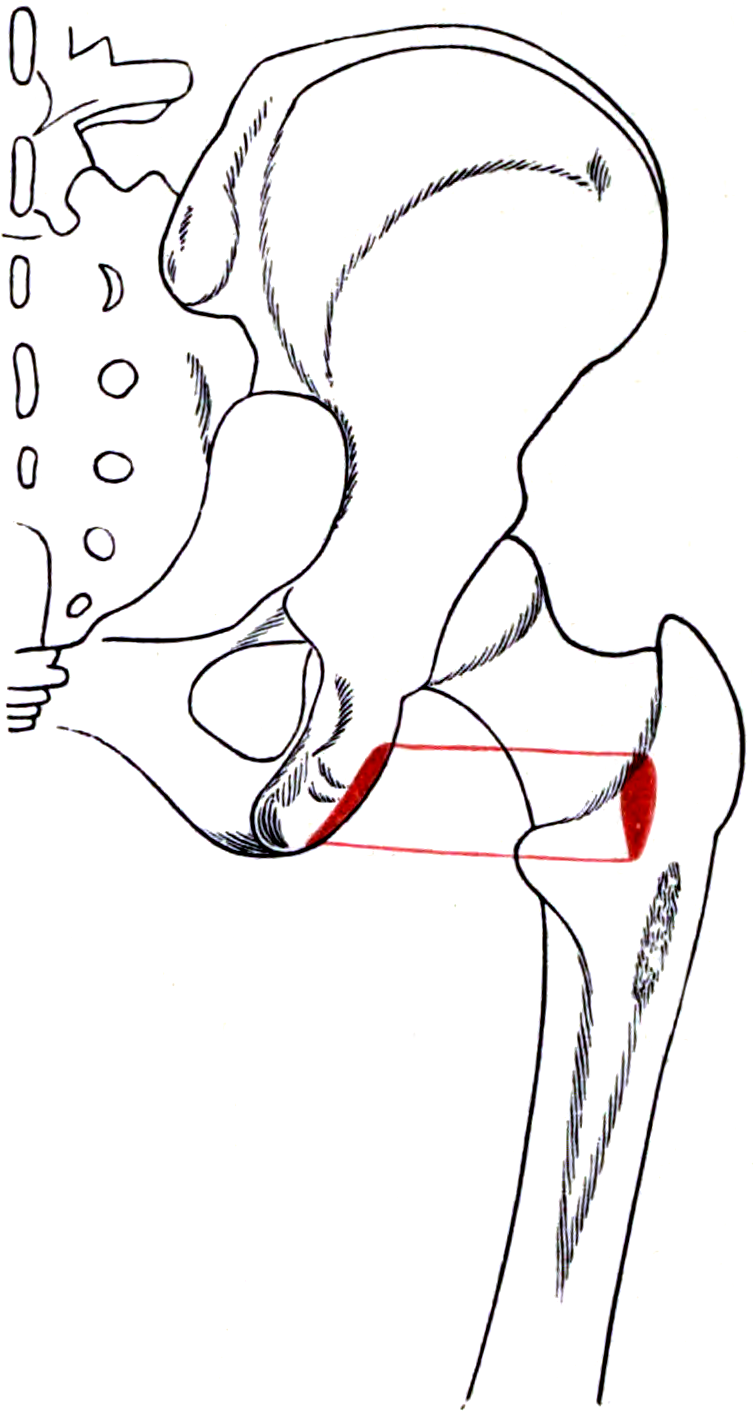
Места прикрепления и проекция правой квадратной мышцы бедра
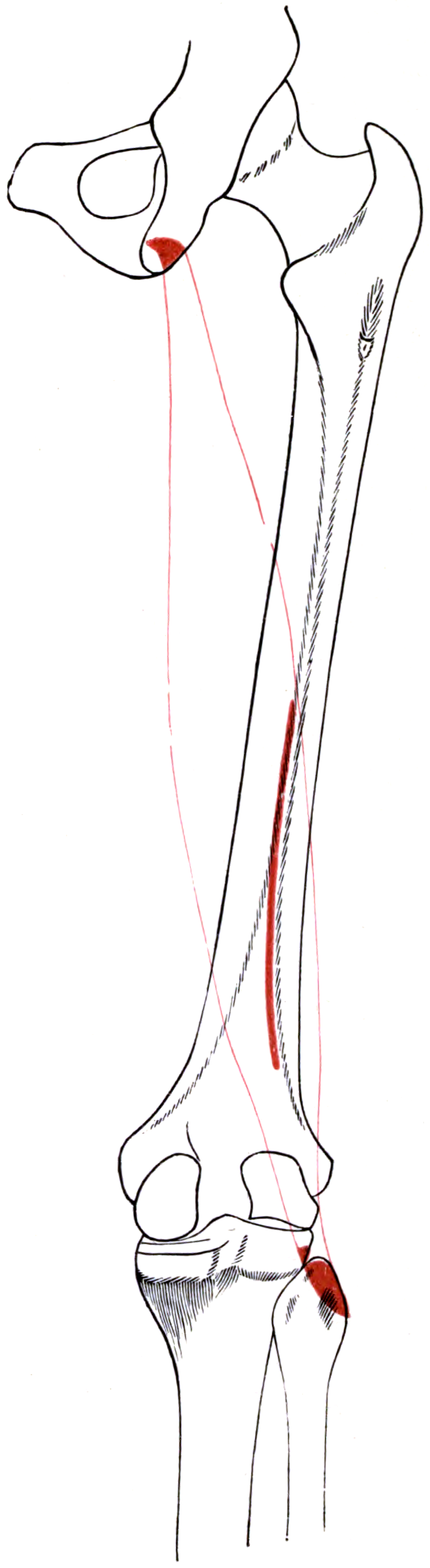
Места прикрепления и проекция длинной головки правой двуглавой мышцы бедра
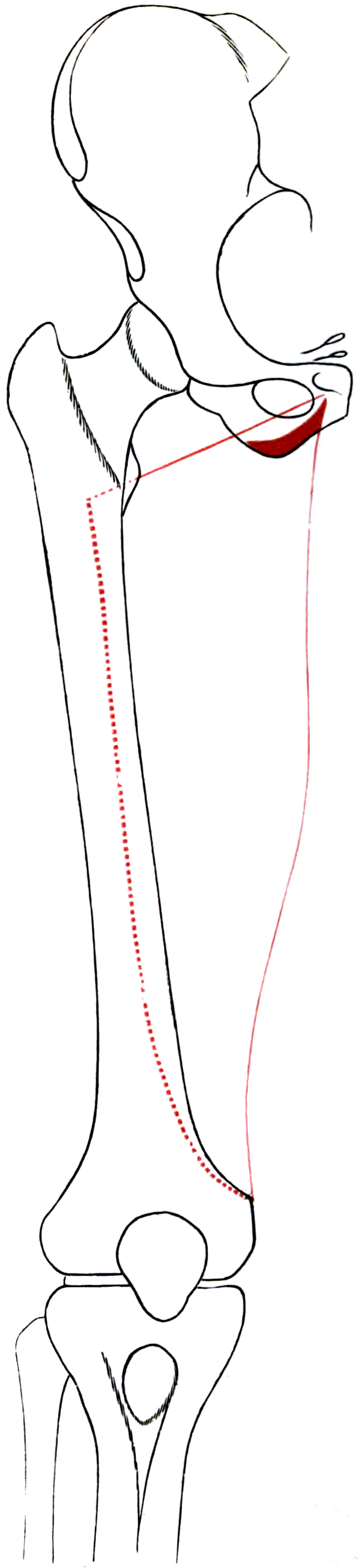
Места прикрепления и проекция правой большой приводящей мышцы
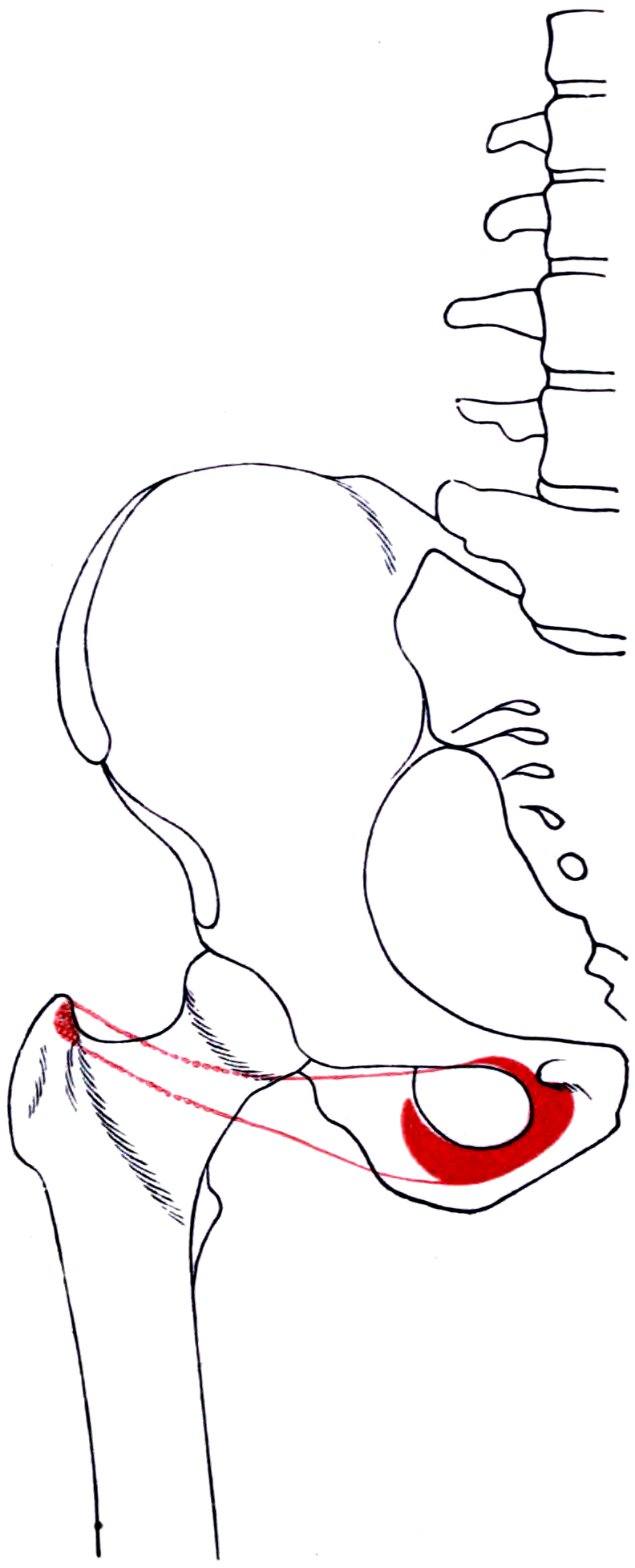
Места прикрепления и проекция правой наружной запирательной мышцы
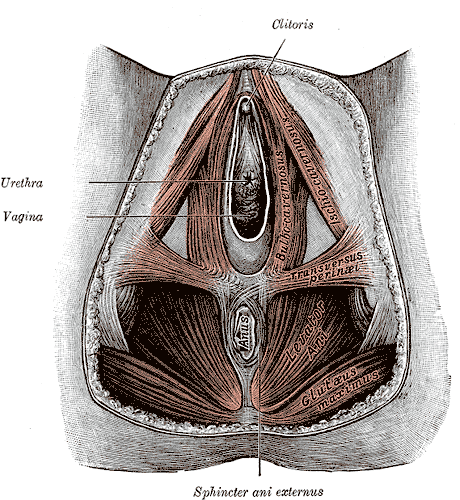
Мышцы женской диафрагмы таза, вид снизу